# Jetix
Jetix fou una cadena de televisió per cable i satèl·lit d'origen estatunidenc d'entreteniment infantil i juvenil propietat de The Walt Disney Company a través de la seva divisió Disney-ABC Television Group. Transmetia programació animada, així com no-animada de diferents tipus, com ara Jimmy Cool i Power Rangers. La popular sèrie Power Rangers inicia transmissions als Estats Units el 28 d'agost de 1993 a través de Fox Kids, canal nord-americà de la companyia que estava a càrrec de José Mudarra i Luís Francès. El canal va ser eliminat a causa del baix rating que va presentar. Aquesta cadena va ser fins al 2002 coneguda com a Fox Kids.
Jetix es va llançar per primera vegada com a bloc de programació als Estats Units a Toon Disney el 14 de febrer de 2004, per competir amb el bloc Toonami de Cartoon Network, i a Europa l'abril de 2004. A finals de 2004, Jetix va començar a substituir completament els canals internacionals de Fox Kids a tot el món, el primer va ser la versió francesa a l'agost de 2004, i l'última la versió alemanya, al juny de 2005.
Jetix, que als Estats Units era un bloc de programació del canal Toon Disney, va ser retirat i eliminat juntament amb aquest de l'aire i substituït per Disney XD el 13 de febrer de 2009. Tots els canals internacionals van canviar de nom a Disney XD o Disney Channel a causa de l'enfocament de The Walt Disney Company en les seves marques de televisió existents. L'últim canal de Jetix que va tancar va ser el canal Jetix a Rússia (substituït per Disney Channel Russia) el 10 d'agost de 2010, i es va deixar de produir completament amb el tancament de Jetix Play a l'Orient Mitjà l'1 de setembre de 2010, que va ser substituït per Playhouse Disney, més tard Disney Junior.
Disney XD va arribar a Espanya el 18 setembre 2009 nascuda de la fusió entre Jetix i Toon Disney. És un canal de pagament, propietat de The Walt Disney Company que opera sota la marca internacional Disney XD. El canal està destinat al públic infantil i adolescent, especialment, el masculí d'entre 4 i 18 anys. Va ser llançat en substitució del canal Jetix.